# 148 Gallia
Gallia /ˈɡæliə/ (định danh hành tinh vi hình: 148 Gallia) là một tiểu hành tinh lớn ở vành đai chính. Nó được phân loại là một trong số ít tiểu hành tinh kiểu R.
Ngày 7 tháng 8 năm 1875, anh em nhà thiên văn học người Pháp Paul Henry và Prosper Henry phát hiện tiểu hành tinh Gallia, nhưng được ghi tên người phát hiện là Prosper Henry. Nó được đặt theo tên tiếng Latinh của xứ Gaule (trong đó có Pháp).